# 克里西乌马竞技俱乐部
克里西乌马竞技俱乐部（Criciúma Esporte Clube），是巴西南部圣卡塔琳娜州克里西乌马市的一个足球俱乐部，成立于1947年。该队曾经夺得1991年巴西盃冠军。

## 成绩
- 巴西盃

冠军(1): 1991
- 巴西足球乙级联赛

冠军(1): 2002
- 巴西足球丙级联赛

冠军(1): 2006
- 卡塔琳娜锦标赛

冠军(9): 1968 (1), 1986, 1989, 1990, 1991, 1993, 1995, 1998, 2005
亚军(7): 1982, 1987, 1994, 2001, 2002, 2007, 2008
- 圣卡塔琳娜杯

冠军(1): 1993